# Espinete
Espinete fue un popular personaje televisivo, protagonista principal de Barrio Sésamo, la versión española de Sesame Street, que se emitió durante los años 1980, interpretado por la actriz Chelo Vivares. Simbolizaba ser un erizo gigante (medía más de 1,80 m) de color rosa, que junto a su inseparable amigo Don Pimpón convivía en un barrio con varios personajes de la serie.
Vivía en una caseta de color verde y era popular por su desenfadado e infantil modo de ser; en la mayoría de las ocasiones se le veía jugando con tres niños.

## Historia

### Creación del personaje
Espinete fue una creación de la directora de guiones de Barrio Sésamo, Tina Alarcón y del marionetista Kermit Love, al que TVE le pidió la creación de un animal más acorde con la idiosincrasia nacional. Se pensó en un águila, pero Kermit no daba abasto con las numerosas peticiones de los distintos países en que se producía Barrio Sésamo. Coincidió la solicitud de Prado del Rey con el fracaso de las negociaciones para llevar el programa a Israel. Mr. Love había construido con ese propósito un muñeco con forma de puercoespín, el símbolo de la fauna en el estado judío, llamado Kippi Ben Kippod.
Los hermanos Reyes, artesanos creadores a su vez de los electroduendes de La bola de cristal y los muñegotes, antecesores de los muñecos de las noticias del guiñol, se encargaron de su mantenimiento y conservación, así como la construcción de su vestuario y atrezzo.

### Barrio Sésamo
Espinete sustituyó a la Gallina Caponata como el principal protagonista, en la segunda temporada de Barrio Sésamo, interpretado por Chelo Vivares.
Espinete era quien descubría el mundo y los niños descubrían el mundo a su vez a través de sus ojos.
En el barrio se relacionaba con otros personajes como Julián el tendero, Ana la hippy, los pequeños Ruth y Roberto y a su inseparable amigo Don Pimpón, así como a Chema el panadero, que en la vida real era el marido de Chelo desde 1979.
Estuvo al frente del programa desde 1983 hasta 1988, en un total de 146 episodios.

### Actualidad
A finales de 2011, el Consejo de Administración de la Corporación dio luz verde al derribo de siete edificios de Prado del Rey, debido a la contaminación por amianto. La actuación fue tan drástica que ni tan siquiera se hizo un inventario de todo lo que se perdió, como denunciaron los sindicatos, que calcularon que supuso la destrucción de más de 30.000 prendas de ropa del fondo documental de vestuario de la cadena pública. Entre ellas, al parecer, el mítico Espinete.
En 2012, se conoció que RTVE había adjudicado un contrato para la demolición, por riesgo de amianto, de siete edificaciones de su sede en Prado del Rey (Madrid).
Pero en 2016 se dijo, que el disfraz del erizo rosa estaba en los antiguos estudios de Prado del Rey, que ya esperaban su demolición, aislado, por la toxicidad de las fibras de amianto que lo carcomen.
En 2018 finalmente comenzó la demolición, donde se cree que fue destruido el disfraz al no poderse rescatar.

## En la cultura popular
Desde el año 2005 y con más de 11 temporadas, el cómico Eduardo Aldán presenta su espectáculo Espinete no existe en el Teatro Gran Vía de Madrid.
Este hecho hizo que en 2016 en La 1 se estrenara el programa Espinete no existe basado en el show donde recuerda, desde el humor y la nostalgia, la historia y la infancia de los espectadores.